# Graciliceratops
Graciliceratops (có nghĩa là "mặt sừng duyên dáng ') là một chi khủng long ceratopsian hai chân được mô tả đầu tiên bởi nhà cổ sinh vật học Paul Sereno vào năm 2000. Nó được biết đến từ kỷ Creta muộn và hóa thạch được tìm thấy ở Mông Cổ, chỉ có một phần bộ xương đã được tìm thấy.